# 着装守则

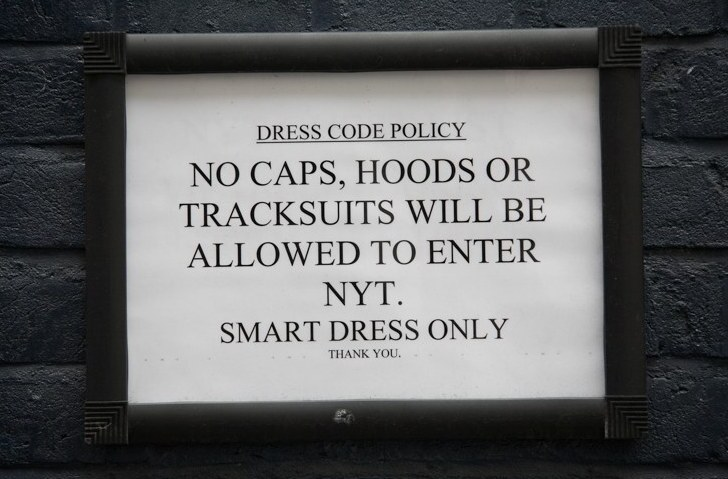
位於倫敦蘇豪區的一間俱樂部門口掛出的著裝守則提示牌

服装是人类形象基础的一部分，除了满足基本的保护和修饰功能之外，它的每个配件也传达出不同的文化和社会意义，在绝大多数的人文社会中都有属于自己的着装守则，其中的大部分规则都是不成文规定但被大多数人所接受的。而着装守则的主要目的通常是为了传达着装者的某种讯息，例如着装者的职业、社会地位、社會性別、宗教信仰、性暗示及其他。
有一些地方的學校，例如亞洲的一些國家，都要求學生穿著校服上學，一些地方甚至對學生的髮型有所規範，而對髮型的規範又稱為「髮禁」。很多其他的職業，如軍隊、警察、僧侶、神職人員等，也有自己的制服和髮型規定；很多私人企業也會對員工的服裝儀容甚至髮型做出規範，一些社交場合也會對參與者服裝儀容和髮型等做出規範。
要求服裝儀容規範可能有好處，像例如就學校的情境而言，盡管有些研究認為制服無助改善學生的課業和行為表現，但也有相當數量的研究顯示，引進學校制服有助改善學生整體的課業和行為表現。；比起沒有制服的學校，有制服的學校的老師所感受的校園幫派活動校少，反之比起有制服的學校，沒有制服的學校的學生有較高的自我知覺。